# One Point O
One Point O – thriller science-fiction w koprodukcji amerykańsko-rumuńsko-islandzkiej z 2004 roku.

## Obsada
- Jeremy Sisto: Simon J.
- Deborah Kara Unger: Trish
- Lance Henriksen: Howard
- Eugene Byrd: Nile
- Bruce Payne: Sąsiad
- Udo Kier: Derrick

Film wyraża obawy związane z postępem technicznym, a w szczególności z rozwojem nanotechnologii.
W produkcji filmu wykorzystano technikę mindfuck oraz sposoby realizacji wzorujące się na twórczości Franza Kafki – tzw. kafkaesk (nawet główny bohater, Simon J., jest inspirowany Józefem K.).